# Tổng thống Cameroon
Tổng thống Cameroon là nguyên thủ quốc gia và giữ lại hầu hết quyền lực hành pháp. Quyền lực của Nhà nước được thực thi bởi cả Tổng thống và Nghị viện.

## Lịch sử
Văn phòng của Tổng thống Cameroon được thành lập năm 1960, sau khi đất nước độc lập khỏi Pháp. Văn phòng được tổ chức bởi Ahmadou Ahidjo từ ngày 5 tháng 5 năm 1960 đến ngày 6 tháng 11 năm 1982 và sau đó bởi Paul Biya kể từ ngày 6 tháng 11 năm 1982.

## Danh sách tổng thống Cameroon
| STT | Chân dung | Tên (Sinh–Mất)             | Năm đắc cử                         | Thời gian tại nhiệm | Thời gian tại nhiệm              | Thời gian tại nhiệm | Đảng phái chính trị |
| STT | Chân dung | Tên (Sinh–Mất)             | Năm đắc cử                         | Bắt đầu nhiệm kỳ    | Kết thúc nhiệm kỳ                | Tổng cộng           | Đảng phái chính trị |
| --- | --------- | -------------------------- | ---------------------------------- | ------------------- | -------------------------------- | ------------------- | ------------------- |
| 1   |           | Ahmadou Ahidjo (1924–1989) | 1965 1970 1975 1980                | 5 tháng 5 năm 1960  | 6 tháng 11 năm 1982 (Đảo chính.) | 22 năm, 185 ngày    | UC / UNC            |
| 2   |           | Paul Biya (1933–)          | 1984 1988 1992 1997 2004 2011 2018 | 6 tháng 11 năm 1982 | Đương nhiệm                      | 42 năm, 136 ngày    | UNC / RDPC          |